# Повоз
Пово́з — феодальна повинність у Київській Русі, що полягала в обов'язку доставляти продукти сільського господарства за розпорядженням князя (феодала) на княжий двір, ринок або в похід. Повозом називали також обов'язок селянина постачати підводи для державних потреб. Повоз поступово замінювався грошовим податком — «повозними грошима».